# مدرسه فروغ
مدرسه فروغ مربوط به دوره قاجار است و در رشت، محله آفخرا واقع شده و این اثر در تاریخ ۱۰ اسفند ۱۳۸۷ با شمارهٔ ثبت ۲۴۳۷۹ به‌عنوان یکی از آثار ملی ایران به ثبت رسیده است.